# 旭駅前通停留場
旭駅前通停留場（あさひえきまえどおりていりゅうじょう）は、高知県高知市旭町二丁目にあるとさでん交通伊野線の路面電車停留場。

## 歴史
当停留場は1906年（明治39年）、伊野線の乗出 - 鏡川橋間の開通に伴い開業した。開業当時の停留場名は赤石前停留場（あかいしまえていりゅうじょう）で、1938年（昭和13年）に旭駅前通停留場に改称した。

### 年表
- 1906年（明治39年）10月9日：赤石前停留場として開業[1]。
- 1938年（昭和13年）2月1日：旭駅前通停留場に改称する[1]。
- 2014年（平成26年）10月1日：土佐電気鉄道が高知県交通・土佐電ドリームサービスと経営統合し、とさでん交通が発足[3]。とさでん交通の停留場となる。

## 停留場構造
旭駅前通停留場は伊野線の併用軌道区間にあり、道路上にホームが設けられている。ホームは2面あり、東西方向に伸びる2本の線路を挟み込むように配される。ただし互いのホームは交差点を挟んで東西方向にずれて位置しており、東に伊野方面行き、西にはりまや橋方面行きのホームがある。

## 停留場周辺
停留場名にもある四国旅客鉄道（JR四国）土讃線の旭駅は、北へ300メートルの距離にある。
- 高知中学校・高等学校、高知学園短期大学、高知学園大学
- 国際デザイン・ビューティカレッジ
- 四国銀行旭支店
- 高知信用金庫旭かがみ支店
- 高知警察署旭交番
- ヤマダデンキテックランド高知旭店
- 高知日産プリンス販売本社・旭支店
- 高知旭郵便局
- 国道33号
- 高知県道272号旭停車場線

## 路線バス
「旭駅前通」バス停留所があり、以下の路線が乗り入れる。
| 乗場 | 系統                                                     | 主要経由地                                                 | 行先         | 運行会社     | 備考 |
| ---- | -------------------------------------------------------- | ---------------------------------------------------------- | ------------ | ------------ | ---- |
|      | E2                                                       | 北はりまや橋、高知駅前、愛宕町二丁目、正蓮寺、久重小学校通 | 土佐山庁舎前 | 県交北部交通 |      |
| G1   | 北はりまや橋                                             | 高知駅                                                     |              | 県交北部交通 |      |
| G2   | 北はりまや橋、高知駅、比島                               | 一宮バスターミナル                                         | とさでん交通 |              |      |
| G5   | 北はりまや橋、高知駅、比島、一宮バスターミナル、医大病院 | 南国オフィスパーク                                         | とさでん交通 | 土休日運休   |      |
| G6   | 北はりまや橋、高知駅、比島、一宮バスターミナル、医大病院 | 領石出張所                                                 | とさでん交通 |              |      |
| T3   | 南はりまや橋、桟橋通五丁目、横浜、横浜ニュータウン第三   | 南ニュータウン                                             | とさでん交通 |              |      |
|      | A2                                                       | 蛍橋、鳥越                                                 | 川口         | 県交北部交通 |      |
| Y2   | 朝倉駅前、針木                                           | 天王ニュータウン                                           | とさでん交通 |              |      |
| Y3   | 朝倉駅前、針木、天王ニュータウン                         | 八田                                                       | とさでん交通 |              |      |
| Y4   | 朝倉駅前、針木、中島                                     | 高岡営業所                                                 | とさでん交通 |              |      |
| Z2   | 朝倉駅前、伊野駅                                         | 北浦橋                                                     | 県交北部交通 |              |      |
| Z3   | 朝倉駅前、伊野駅                                         | 土居                                                       | 県交北部交通 |              |      |
| Z4   | 朝倉駅前、伊野駅                                         | 長沢                                                       | 県交北部交通 |              |      |
| Z6   | 八代、伊野駅                                             | 北浦橋                                                     | 県交北部交通 |              |      |
| Z8   | 八代、伊野駅                                             | 長沢                                                       | 県交北部交通 |              |      |

## 隣の停留場
とさでん交通
伊野線
旭町一丁目停留場 - 旭駅前通停留場 - 旭町三丁目停留場
- 1967年（昭和42年）までは隣の旭町一丁目停留場との間に旭町二丁目停留場があった。